# Trüby Trio
Das Trüby Trio (auch Rainer Trüby Trio) ist ein deutsches Musikprojekt im Bereich der Elektronischen Tanzmusik.

## Geschichte
Der Frontmann der Gruppe, Rainer Trüby aus Freiburg im Breisgau, begann Anfang der 1990er Jahre, elektronische Tanzmusik mit Jazz- und Afro-Einflüssen zu produzieren. 1997 gründete er mit Roland Appel und Christian Prommer das Trüby Trio. Nach diversen Club-Hits in den 1990er Jahren (u. a. Alegre, Prima Vera) und einer DJ-Kicks-Compilation mit mehreren eigenen Tracks, veröffentlichte das Projekt erst 2003 sein Debütalbum, Elevator Music, in dem die älteren Tracks ebenso wie neue Produktionen Aufnahme fanden. Dem Album gelang der Einstieg in die Top 20 der deutschen Media-Control-Charts.

## Musik
Das Projekt verarbeitet musikalisch verschiedenste Einflüsse, u. a. aus Jazz, Latin, House, Drum and Bass und Afrobeat und bringt sie in einen Kontext mit der Dance-Musik. Die Musik ist durchweg tanzbar und durch komplexe Rhythmen geprägt, einige Stücke haben einen starken Soul- und Disco-Music-Einfluss.

## Diskografie (Alben)
- 2001: DJ-Kicks - Rainer Trüby (Compilation)
- 2003: Elevator Music
- 2004: Retreated